# Вішина-Ноуе
Вішина-Ноуе (рум. Vișina Nouă) — комуна у повіті Олт в Румунії. До складу комуни входить єдине село Вішина-Ноуе.
Комуна розташована на відстані 148 км на південний захід від Бухареста, 62 км на південь від Слатіни, 69 км на південний схід від Крайови.

## Населення
У 2009 року у комуні проживали 1976 осіб.

## Зовнішні посилання
- Дані про комуну Вішина-Ноуе на сайті Ghidul Primăriilor [Архівовано 4 червня 2008 у Wayback Machine.]